# Приростання плаценти
Плацента акрета або приростання плаценти (лат. placenta accreta) — патологічно прикріплена плацента, яка спричиняє затримку пологів. Функціонально плацента залишається нормальною, але трофобластична інвазія проникає глибше, ніж зазвичай, порушуючи межу між ендометрієм і міометрієм (шар Нітабуха). Ручне видалення такої плаценти без ретельного обстеження може спричинити масивну післяпологову кровотечу. Діагностування плаценти акрета здійснюється за допомогою ультразвукового дослідження. Лікування переважно включає кесареву гістеректомію.
При прирослій плаценті ворсинки плаценти не утримуються децидуальними клітинами матки, як це зазвичай відбувається, і вростають у міометрій.
Типи прирощення плаценти
- Врощення плаценти. Ворсинки хоріона проникають у міометрій.
- Пророщення плаценти. Ворсинки хоріона проникають у серозну оболонку матки або за її межі.

Етимологія
У Сполучених Штатах Америки спостерігається зростання кількості пологів шляхом кесаревого розтину, що також спричиняє збільшення випадків прирощення плаценти. В одному великому дослідженні виписок із лікарні було повідомлено, що частота випадків прирощення плаценти зросла з 1 на 2510 пологів у 1970-х роках до 1 на 4027 у 1980-х і 1 на 533 з 1982 по 2002 роки. Інше дослідження клінічної бази даних показало, що частота прирощення плаценти становила 1 на 272 пологів у період з 1998 по 2011 рік.
Ризики прирощення плаценти:
- Передлежання плаценти під час поточної вагітності.
- Попередні кесареві розтини підвищують ризик прирощення плаценти до 67 %.
  - Відсутність попередніх кесаревих розтинів — 3 %
  - 1 попередній кесарів розтин — 11 %
  - 2 попередніх кесаревих розтини — 40 %
  - 3 попередніх кесаревих розтини — 61 %
  - 4 попередніх кесаревих розтини — 67 %
- Материнський вік понад 35 років.
- Багатоплідність.
- Підслизова фіброма.
- Попередні хірургічні втручання на матці, зокрема міомектомія.
- Ураження ендометрію, такі як синдром Ашермана.

Симптоми та діагностика прирощення плаценти:
- Мінімальна або відсутня кровотеча.
- Підозра на прирощення плаценти, якщо плацента не відходить протягом 30 хвилин після пологів.
- Рясна вагінальна кровотеча під час ручного відокремлення плаценти.

Діагностичні методи:
- Ультразвукова томографія для жінок із групи ризику.
- Періодичне ультразвукове дослідження з 20–24 тижнів вагітності.
- Дослідження потоку МРТ або Доплера, якщо ультрасонографія є непереконливою.

Лікування прирощення плаценти:
- Кесарева гістеректомія є основним методом лікування.
- Розгляд направлення жінки до центру з досвідченими хірургами.
- Плановий кесарів розтин на 34-35 тижні вагітності.